# پیتر والدوس

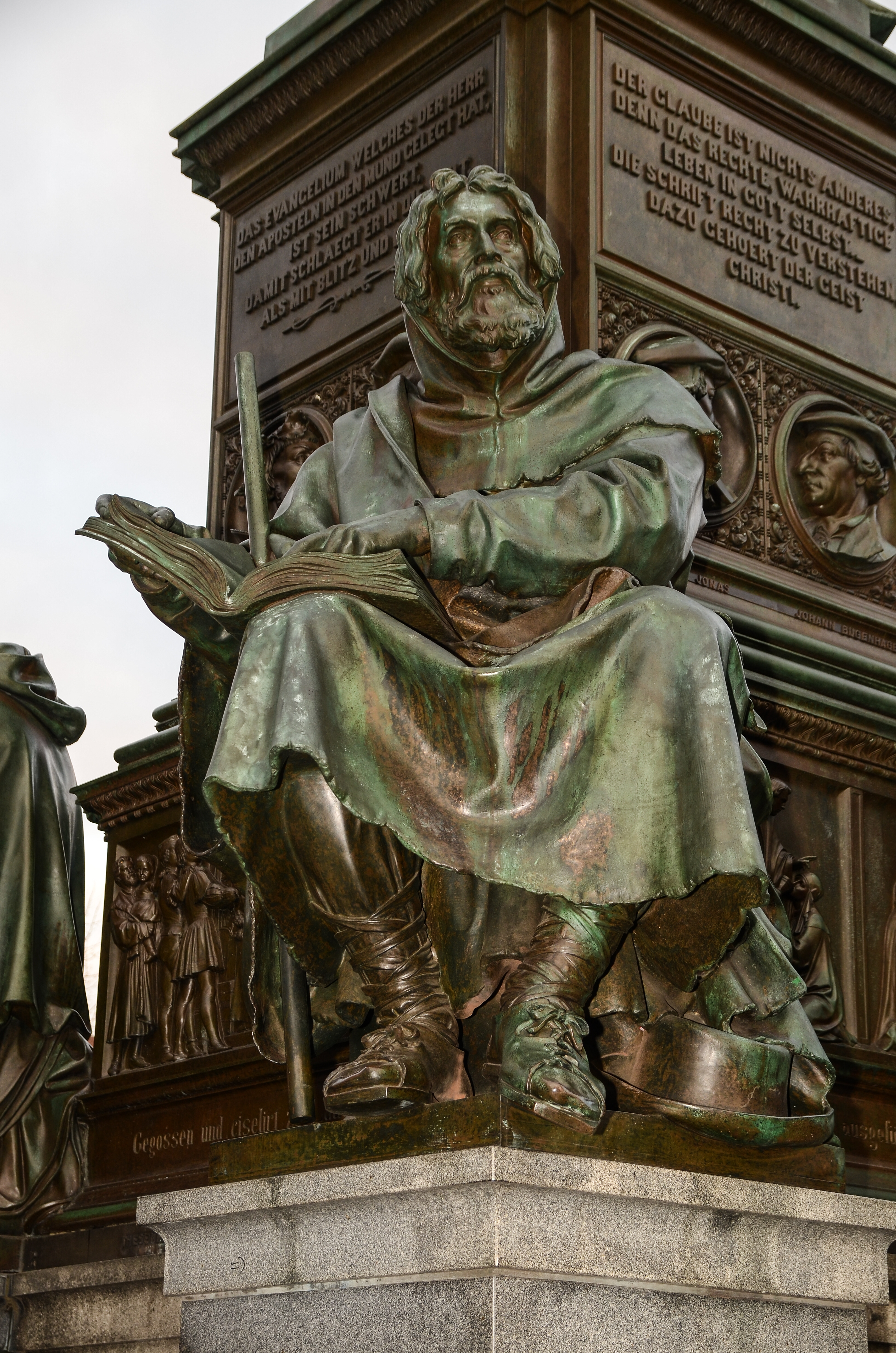
مجمسه والدوس

پیتر والدوس (c. ۱۱۴۰ – c. ۱۲۱۸)، بنیانگذار گروه والدوسیان، یک جنبش مسیحی، بود.وی بازرگانی بی‌سواد از اهالی لیون بود که بر اساس نتیجه گیری از متن کتاب مقدس فقر پیشه کرد و در خیابان‌ها شروع به موعظه مردم نمود و بعداً طرفدارانی پیدا کرد که همه به عنوان والدوسیان شناخته شده‌اند بعد از مدتی آموزه‌های آنها با کلیسا دچار اختلاف شد و کلیسای کاتولیک آنها را تکفیر و عده زیادی از آنها در سال ۱۲۱۲ میلادی و در دستگاه تفتیش عقاید کشته شدند اما هنوز این گروه وجود دارند.